# Nikitas
Nikitas (en turco Güneşköy) es una localidad del norte de Chipre , dentro del sector controlado por la República Turca del Norte de Chipre.
Según el censo del año 1960, contaba con 740 habitantes, pertenecientes a la comunidad greco-chipriota. 
Actualmente, y como consecuencia de la invasión turca, se encuentra poblada por turco-chipriotas.
- Datos: Q4809508
- Multimedia: Nikitas / Q4809508